# Niphosoma sikkimensis
Niphosoma sikkimensis là một loài bọ cánh cứng trong họ Cerambycidae.